# Ebrahim Mirzapour

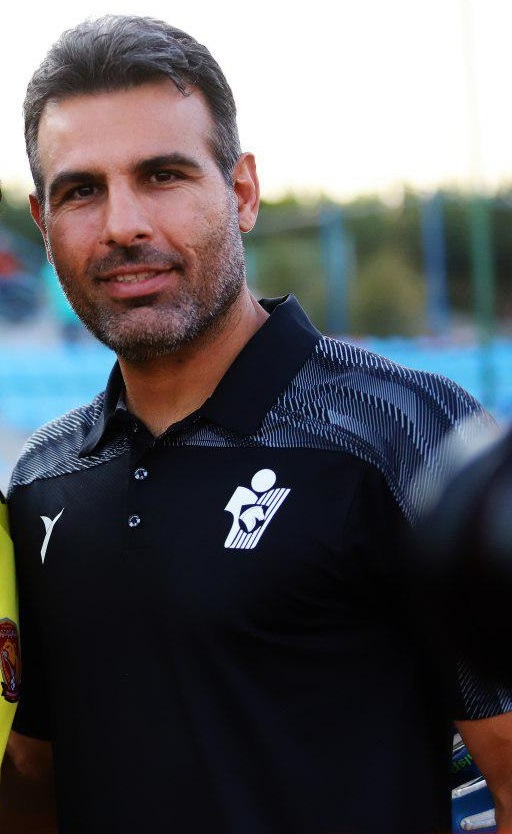
Ebrahim Mirzapour, 2019

Ebrahim Mirzapour (* 16. September 1978 in Mamulan, Provinz Lorestan) ist ein ehemaliger iranischer Fußballtorhüter.

## Karriere
Die längste Zeit seiner Karriere stand Mirzapour von 1998 bis 2006 beim Foolad FC aus der westiranischen Millionenstadt Ahvaz im Tor, mit dem er 2005 auch iranischer Meister wurde. Anschließend spielte er bei weiteren Vereinen der iranischen ersten und zweiten Liga, ehe er im Jahr 2013 seine Fußballkarriere beendete.
Mirzapour war nach seinem Debüt 2001 viele Jahre Stammtorhüter der iranischen Fußballnationalmannschaft. 2004 erreichte er mit dem Iran den dritten Platz bei der Asienmeisterschaft in China. 2006 nahm er an der Weltmeisterschaft in Deutschland teil, bei der sein Team in der Vorrunde ausschied. Nach dem Turnier kam er kaum noch zum Einsatz, stand jedoch noch 2011 bei der Asienmeisterschaft in Katar als Ersatztorwart im Kader. Insgesamt absolvierte er 71 Länderspiele für den Iran.
Nach seiner aktiven Karriere war Mirzapour als Torwarttrainer im iranischen Vereinsfußball tätig.

## Erfolge

### Verein
- Iranischer Fußballmeister 2005 mit dem Foolad FC

### Nationalmannschaft
- Asienspiele 2002
- Asien-Ozeanien-Pokal für Nationalmannschaften 2003
- Dritter Platz bei der Asienmeisterschaft 2004
- Westasienmeisterschaft 2008